# Termelési tényező
Termelési tényezők alatt értünk minden olyan termelőeszközt, amely tartósan áll rendelkezésre, és az általa kifejtett munka hozzájárul a javak előállításához, feldolgozásához, de maga a tényező nem szűnik meg (azonnal) létezni a termelés folyamán.
A közgazdaságtan tudósai a termelési tényezők csoportosítására, elnevezésére számos különböző változatot dolgoztak ki.
A klasszikus közgazdaságtan képviselői, Adam Smith és David Ricardo három termelési tényezőt különböztettek meg. Ezek a következők:
- a munkaerő;
- a tőke;
- a föld, amely ebben az értelemben nem csupán a termőföldet jelenti, hanem minden olyan, a természetben már meglévő erőforrást, amelyet a gazdasági tevékenység során felhasználnak például a vizek, a szél energiája.

Smith és Ricardo azt is megállapította, hogy a termelési tényezőknek birtokosai, tulajdonosai vannak, akik annak fejében, hogy tényezőjüket rendelkezésre bocsátják a termeléshez, részt kérnek a haszonból. Ennek megfelelően:
- a munkaerő tulajdonosai, a munkások bért kapnak;
- a tőke tulajdonosai, a tőkések vagy kapitalisták profitot;
- a föld tulajdonosai, a földbirtokosok pedig (föld)járadékot.

Ricardo a különböző tényezők tulajdonosaiból álló társadalmi csoportokat elsőként nevezte osztályoknak: munkásosztályt, tőkés osztályt és földbirtokos osztályt különített el (Smith, illetve elődje, François Quesnay az „osztály” kifejezést még más értelemben használta). Ő volt tehát az első, aki úgy vélte, hogy a termelési tényezők birtoklása a társadalom alapvető szervező ereje. Emellett azt is állította, hogy az osztályok között harc folyik a bér–profit–járadék arány megváltoztatásáért; minden osztály arra törekszik, hogy a neki jutó rész növekedjen a gazdaságban megjelenő haszonból. Ezeket a gondolatokat használta fel később Karl Marx német filozófus a marxizmus alapjainak lefektetéséhez.
A modern közgazdászok szinte kivétel nélkül elfogadják a klasszikusok által kigondolt termelési tényezőket, de sokan általánosítva a tőke jellemzőit, átvitt értelemben újabb tényezőket határoznak meg:
- ilyen a emberi vagy szellemi tőke, ami ugyan a munkaerőhöz hasonlóan az emberek munkájában testesül meg, de a tőkéhez hasonlít abban az értelemben, hogy „befektetéssel”, szakképzés, tanulás, gyakorlás révén jön létre;
- a technológia, ami a többi termelési tényező összehangolásának módjára utal;
- továbbá az információ, ami valóban minden gazdasági tevékenységnek fontos előfeltétele.